# Lijst van Brusselse ministers van Openbare Werken
Dit is een lijst van ministers van Openbare Werken in de Brusselse Hoofdstedelijke Regering.

## Lijst
| Nr. | Minister | Minister                    | Partij | Partij | Begin         | Einde         | Regering(en)                              |
| --- | -------- | --------------------------- | ------ | ------ | ------------- | ------------- | ----------------------------------------- |
| 1   |          | Jean-Louis Thys (1939-1999) |        | PSC    | 12 juli 1989  | 24 maart 1994 | Picqué I                                  |
| 2   |          | Dominique Harmel (1955)     |        | PSC    | 24 maart 1994 | 23 juni 1995  | Picqué I                                  |
| S   |          | Eric André (1955-2005)      |        | PRL    | 23 juni 1995  | 14 juli 1999  | Picqué II                                 |
| 3   |          | Jos Chabert (1933-2014)     |        | CVP    | 14 juli 1999  | 19 juli 2004  | Simonet I, de Donnea, Ducarme, Simonet II |
| 4   |          | Pascal Smet (1967)          |        | sp.a   | 19 juli 2004  | 16 juli 2009  | Picqué III                                |
| 5   |          | Brigitte Grouwels (1953)    |        | CD&V   | 16 juli 2009  | 20 juli 2014  | Picqué IV, Vervoort I                     |
| (4) |          | Pascal Smet (1967)          |        | sp.a   | 20 juli 2014  | 18 juli 2019  | Vervoort II                               |
| 6   |          | Elke Van den Brandt (1980)  |        | Groen  | 18 juli 2019  | heden         | Vervoort III                              |